# 努斯巴赫 (奥地利)
努斯巴赫（德語：Nußbach）是奥地利上奥地利州克雷姆斯河畔基希多夫县的一个市镇。总面积30.4平方公里，总人口2299人，人口密度75.6人/平方公里（2005年）。